# Oyama (Shizuoka)
Oyama (小山町?) è una cittadina giapponese della prefettura di Shizuoka. Qui è situato il Circuito del Fuji.